# 王文度 (唐朝)
王文度（?—661年），天水郡城纪县人（今甘肃省天水市）人，唐朝大將。與蘇定方同為程咬金麾下。

## 生平
貞觀十九年（645年）隨平壤道行軍大總管張亮夜襲卑沙城（今遼寧海城），行軍總管程名振乘夜色出擊，王文度率兵冒死登城，五月二日，攻拔其城。以功任命為副大總管。官至左衛郎將。
顯慶五年（661年），唐軍滅百濟，振旅而還，以郎將劉仁願率眾守百濟城，並派王文度為熊津都督，以鎮撫百濟舊地。不久，王文度病死，詔以劉仁軌代之。

## 家庭

### 高祖
- 王仁，北魏大将军、迭州诸军事、迭州都督、兰香县开国公[1]

### 曾祖
- 王绍，北周使持节、河州诸军事、河州刺史、略阳郡开国公[1]

### 祖父
- 王纲，隋朝骠骑将军、开府仪同三司、兰香县开国公[1]

### 父母
- 王赟，隋朝仪同三司、右车骑将军、武贲郎将[1]
- 晋阳李氏[1]